# Норвежская футбольная ассоциация
Норвежская футбольная ассоциация (НФА) (норв. Norges Fotballforbund NFF) — была основана 30 апреля 1902 года. NFF является сегодня крупнейшей ассоциацией в Норвегии. В стране 1 832 зарегистрированных футбольных клубов (2007). Девизом ассоциация является «радости футбола открыты для всех».

## Международные награды

### Мужчины
- Олимпийские бронзовые медали по футболу (1936)

### Женщины
- Золотая медаль Олимпийских игр 2000 года,
- Бронзовая медаль Олимпийских игр 1996 года,
- Золотая медаль чемпионата мира 1995 года,
- Золотые медали чемпионата Европы 1987, 1993 годов,
- Золотая медаль неофициального чемпионата мира 1988 года,
- Серебряная медаль чемпионата мира 1991 года,
- Серебряные медали чемпионата Европы 1989, 1991 годов,
- Бронзовая медаль чемпионата Европы 2001 года.

## Система
Норвежская футбольная ассоциация состоит из нескольких входящих в неё футбольных организаций регионов:
- Агдер
- Акерсхус
- Бускеруд
- Вестфолл
- Внутренняя восточная Норвегия
- Мёре-ог-Ромсдал
- Нурланн
- Осло
- Ругаланн
- Согн-ог-Фьюране
- Телемарк
- Трёнделаг
- Тромс
- Финнмарк
- Хордаланн
- Халогаланд
- Эстфолл
- Южное Мёре

## Президенты
Действующим президентом является Лисе Клавенесс, её избрали на пост 6 марта 2022. Она стала первой женщиной-президентом за 120-летнюю историю Норвежской футбольной ассоциации. Лисе Клавенесс сменила на этом посту Терье Свендсена, который отказался баллотироваться на новый срок.
Последние 10 президентов:
|        | Имя            | Полномочия | Полномочия |
| Начало | Имя            | Окончание  |            |
| ------ | -------------- | ---------- | ---------- |
| 34     | Лисе Клавенесс | 2022       | н.в.       |
| 33     | Терье Свендсен | 2016       | 2022       |
| 32     | Ингве Халлен   | 2010       | 2016       |
| 31     | Сондре Кофьорд | 2004       | 2010       |
| 30     | Пер Равн Омдал | 1996       | 2004       |
| 29     | Одд Флаттум    | 1992       | 1996       |
| 28     | Пер Равн Омдал | 1987       | 1992       |
| 27     | Эльдар Хансен  | 1980       | 1987       |
| 26     | Эйнар Йорум    | 1970       | 1980       |
| 25     | Одд Эвенсен    | 1966       | 1970       |